# مسقط نيومان
المقالة الرئيسية: التزامر التشكلي 

مسقط نيومان هو طريقة لرسم التشكل الكيميائي وملاحظة الرابطة كربون-كربون من الأمام للخلف، الكربونة الامامية كخط والكربونة الخلفية كدائرة. وهذا النوع من التمثيل يجعل من السهل الوصول للزاوية المائلة بين رابطتين كلاهما على نفس ذرة الكربون. وتم تطوير هذا المسقط بواسطة ميلفين إس. نيومان من جامعة أوهايو سنة 1952. ويوضح تمثيل الحصان الخشبي رابطة C-C من زاوية مائلة.
الذرة القريبة للمشاهد تسمى الملاصقة والبعيدة تسمى البعيدة. ويستخدم مسقط نيومان بشدة في الكيمياء الفراغية للألكان